# Aelita
Aelita (título em Portugal) ou Aelita, a Rainha de Marte (título no Brasil) (em russo:  Аэлита) é um filme mudo soviético de ficção científica de 1924, livremente baseado no romance homónimo de Alexei Tolstoy, e dirigido por Yakov Protazanov. Foi o primeiro filme soviético de ficção científica.

## Sinopse
A história tem lugar entre 1921 e 1923, após o final da Guerra Civil Russa e o início da Nova Política Económica. O filme começa com misteriosos sinais de rádio oriundos de Marte sendo captados em todo o mundo. Los e Spiridonov, dois engenheiros moscovitas, estão entre aqueles que recebem as mensagens. Los começa a fantasiar sobre a sua origem, ao mesmo tempo que Aelita, filha de Tuskub, regente de Marte, usa um telescópio para espiar a vida na Terra e se foca nele. Los começa a preencher os sonhos de Aelita, enquanto que este fica obcecado com a mensagem e fantasia com Aelita. O casamento de Los com a sua mulher Natasha desmorona-se devido à crescente obcecação deste com as mensagens, e Los acaba aceitando um trabalho no leste da Rússia, afastando-se de casa por algum tempo. Quando regressa, dispara sobre Natasha durante um acesso de ciúmes, acreditando que esta lhe tinha sido infiel com Ehrlich, um aristocrata trapaceiro.
Los decide então assumir a entidade de Spiridonov, que entretanto havia emigrado, e constrói uma nave espacial para ir ao encontro de Aelita. Decide levar consigo Gusev, um revolucionário aborrecido com o seu casamento, e parte para Marte desconhecendo que Kravtsov, um detetive amador que estava investigando Spiridonov, também está a bordo. Em Marte, Los e Aelita encontram-se finalmente, mas Aelita transforma-se momentaneamente em Natasha aos olhos de Los, e este é tomado pela culpa. Tuskub manda então prender os três terráqueos e Aelita, que também matou para poder estar com Los. Na prisão, Gusev consegue instigar os trabalhadores presos a revoltar-se contra o regime ditatorial de Tuskub. Aelita oferece-se para liderar a revolução, que acaba por derrubar Tuskub, mas aproveita a situação para estabelecer o seu próprio regime. Horrorizado com o sucedido, Los luta com Aelita numa escadaria, mas quando consegue empurrá-la para a morte vê que na verdade era com Natasha que estava lutando.
Los acorda então de um sonho e verifica que na realidade está na plataforma de uma estação, pouco depois de ter disparado sobre Natasha. É então revelado que a misteriosa mensagem de Marte era apenas um fragmento de um anúncio de pneus. Perturbado pelo sonho e pela imagem de Natasha, Los regressa à cena do crime para descobrir que falhou os disparos e que esta está viva, e os dois fazem as pazes.

## Elenco
- Yuliya Solntseva ... Aelita
- Igor Ilyinsky ... Kravtsov, detetive amador
- Nikolai Tsereteli ... Engenheiros Los e Spiridinov
- Nikolai Batalov ... Gusev, soldado do Exército Vermelho
- Vera Orlova ... Enfermeira Masha, mulher de Gusev
- Valentina Kuindzhi ... Natasha, mulher de Los (como Vera Kuindzhi)
- Pavel Pol ... Ehrlich, aristocrata e trapaceiro
- Konstantin Eggert ... Tuskub, regente de Marte
- Yuri Zavadsky ... Gol, guardião da Torre da Energia Radiante
- Aleksandra Peregonets ... Ihoshka, criada de Aelita

## Receção e crítica

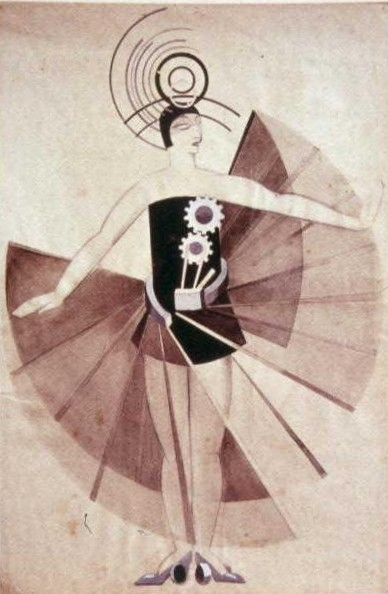
Figurino de Aelita, por Aleksandra Ekster.

Aelita foi um grande êxito entre o público. A primeira exibição do filme, em 30 de setembro de 1924, foi precedida por uma campanha publicitária nos jornais Pravda e Kinogazeta, e a fachada do cinema foi decorada com imagens gigantes de Aelita e Tuskub, colunas iluminadas e formas geométricas semelhantes à decoração marciana do filme. A procura por bilhetes não teve precedentes, e o próprio Protazanov se viu impedido de estar presente na estreia devido às multidões. No entanto, foi muito criticado pelos críticos oficiais do regime, que questionaram a dedicação do filme à Revolução e o facto de se afastar demasiado do romance de Tolstoy, e o próprio Tolstoy se mostrou desapontado com este.
Em 1925, Protazanov recebeu um prémio por Aelita numa exposição internacional de artes decorativas e industriais realizada em Paris.

## Influência
Embora a ficção científica não se tenha imediatamente afirmado enquanto género cinematográfico na União Soviética, Aelita teve um impacto importante fora do país. Os seus enormes cenários, radical guarda-roupa e visão distópica de uma sociedade futurista influenciaram o filme Metrópolis (1927) de Fritz Lang, e o uso do sonho no enredo, tão criticado na época, tornar-se-ia num efeito psicológico padrão no cinema Ocidental durante a década de 1940, sendo atualmente tão comum que é considerado um cliché. O tratamento dado por Protazanov ao romance de Tolstoy viria ainda a ser imitado em outros filmes de ficção científica soviéticos, como Stalker (1979) de Andrei Tarkovski e Dni zatmeniya (1989) de Alexandr Sokurov, que também foram despojados dos elementos de ficção científica dos romances em que se baseiam para se focar mais na moral terrena e em questões filosóficas.